# North Owersby
North Owersby – wieś w Anglii, w Lincolnshire, w dystrykcie West Lindsey, w civil parish Owersby. Leży 24,7 km od Lincoln i 214,6 km od Londynu.
W 1931 roku civil parish liczyła 249 mieszkańców.